# Gatumdug
Gatumdug, plus rarement Gatumdag, Gatumdu, est une divinité féminine du panthéon sumérien, rattachée au territoire de Lagash. Elle est notamment évoquée par une inscription sur les cylindres du prince de Lagash Gudea, Pour Inanna, souveraine de tous les pays et sa maîtresse, Gudea, gouverneur de Lagash et héros de Ĝatumdu, a construit son temple de Girsu. ». Parèdre du dieu Ningirsu, cette divinité pourrait avoir une vocation protectrice ou être rattachée à la fertilité.